# José Plaza y Castaños
José Plaza y Castaños (Avilés, 1848 - Avilés, 1936) es un médico e investigador asturiano de finales del siglo XIX y principios del siglo XX. Gracias al dominio de otros idiomas como el francés, pudo incorporar los últimos avances de la medicina de la época a su práctica clínica. 

## Reseña biográfica
Doctor en medicina y cirugía por la Universidad Central de Madrid con una tesis titulada: Fisiología de la médula espinal, presentada en 1876. Años más tarde, llegaría a conseguir por oposición la plaza de profesor del Hospital General de Madrid y el cargo de subdelegado de Sanidad del Estado español. En 1887 traduce y publica en España una obra del Dr. Bernheim sobre hipnosis que tendrá por título: 'De la sugestión y de sus aplicaciones a la terapéutica'. Además, es autor de las siguientes obras: 'Instrucción popular sobre la vacunación y revacunación’ e ‘Instrucción sobre el cólera asiático, escrita para los habitantes del partido judicial de Avilés’, ambas publicadas en 1882, y ‘Memoria del análisis cualitativo y cuantitativo de las aguas potables de Avilés’ (1897).